# National Semiconductor
A National Semiconductor (abreviação NS ou NSC) é uma das maiores fabricantes de semicondutores, atualmente sediada em Santa Clara na  Califórnia.
Seus produtos incluem:
- Circuitos analógicos
  - Amplificadores operacionais
  - Buffers
  - Comparadores
  - Circuitos de display
  - Reguladores
  - Referências de voltagem
- Circuitos de áudio
- Periféricos de computadores
- Microprocessadores
  - Microprocessadores Geode x86
- Microcontroladores
- Produtos para redes